# Mănăstirea Bec

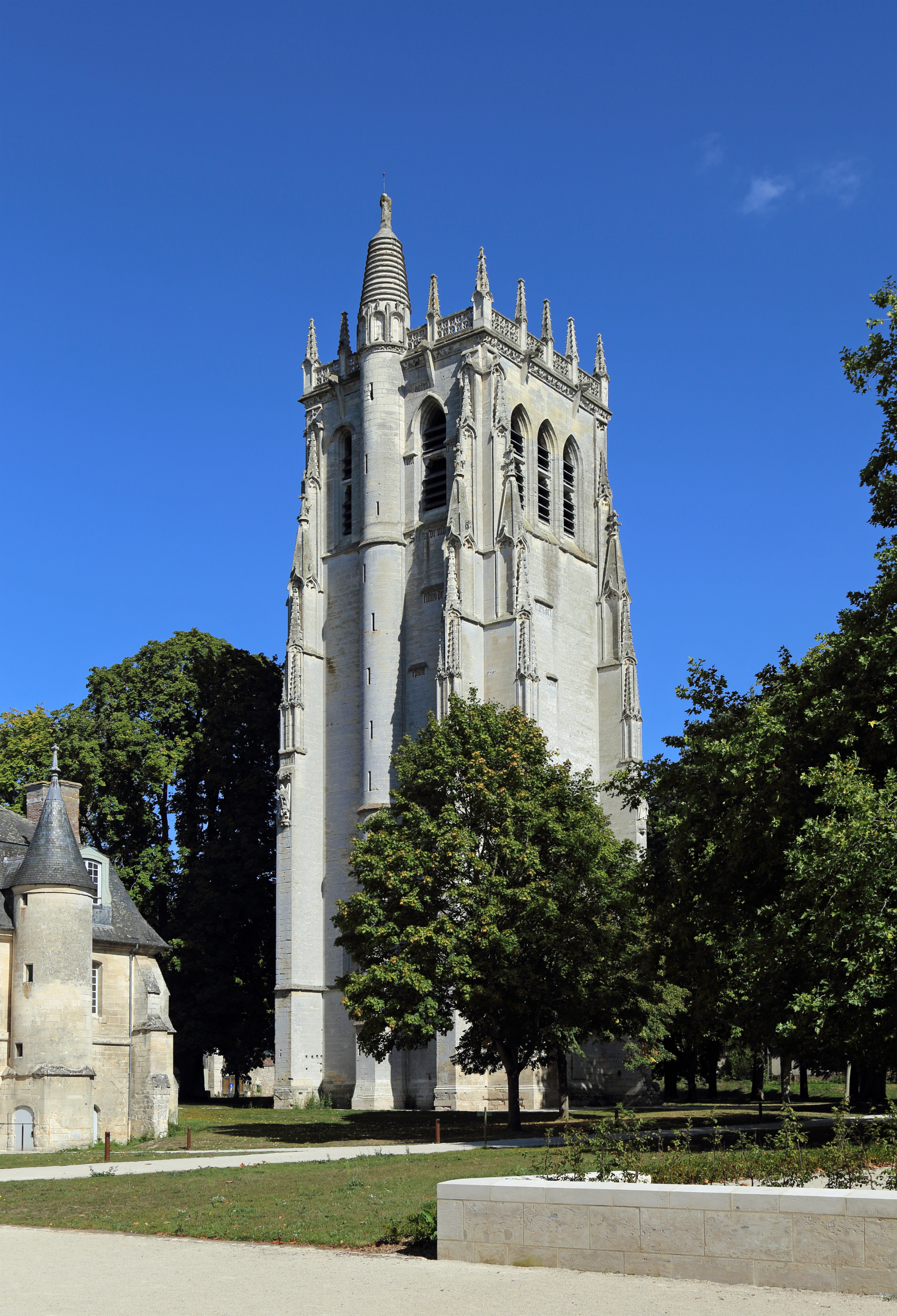
Turnul Sfântul Nicolae, monument din secolul al XV-lea

Mănăstirea Notre-Dame du Bec este o abație catolică benedictină situată la Bec-Hellouin, aproape de Brionne, în departamentul Eure, în Normandia. În Evul Mediu a fost un centru major de cultură.
În prezent face parte din Congregația olivetană a benedictinilor.

## Istoric
Mănăstirea a fost fondată în 1034 de către Herluin, sau Helloin, cavaler al contelui Gilbert de Brionne. 
Odată cu sosirea benedictinilor italieni Lanfranc de Pavia, prior și profesor al școlii monastice, apoi a lui Anselm de Canterbury, originar din Aosta, Mănăstirea Bec a devenit unul din principalele focare de viață intelectuală din secolul al XI-lea: viitorul papă Alexandru al II-lea a studiat aici prin 1050, ca și un număr de legați și episcopi.
După aproape 1.000 de ani, abația din Bec este legată de istoria Catedralei din Canterbury, căreia i-a dat trei arhiepiscopi.
Lăsat în ruine de către Revoluție, turnul Saint-Nicolas a fost clasat începând din 1840 cu titlul de monument istoric, iar abația este administrată astăzi de Centrul Monumentelor Naționale. A revenit la viață grație călugărilor benedictini din Congregația olivetană care, după 1948, perpetuează aici viața monahală sub egida lui dom Paul-Emmanuel Clénet, ales al 49-lea abate, în 1996.
Abația actuală se compune din sala capitulară și din claustrul din secolul al XVII-lea și din majestuoasele clădiri mănăstirești din secolul al XVIII-lea. Din marea biserică abațială din secolul al XIV-lea, nu au mai rămas decât fundațiile. Biserica actuală ocupă vechiul refectoriu. Ansamblul este dominat de puternicul turn Saint-Nicolas din secolul al XV-lea.

## Legături externe
- fr  Abbaye de Notre-Dame du Bec: official website
- fr  Le Bec Hellouin: official website
- en  gite site with details and photos
- Texte la Wikisource:
  - „Bec”. Encyclopedia Americana. 1920.